# 森特格羅夫鎮區 (北卡羅萊納州吉爾福德縣)
森特格羅夫鎮區（英語：Center Grove Township）是位於美國北卡羅萊納州吉爾福德縣的一個鎮區。

## 地方資料
森特格羅夫鎮區的面積為70.70平方千米，皆為陸地。根據2020年美國人口普查的數據，當地共有人口8826人，而人口密度為每平方千米124.84人。